# Neutrondetector

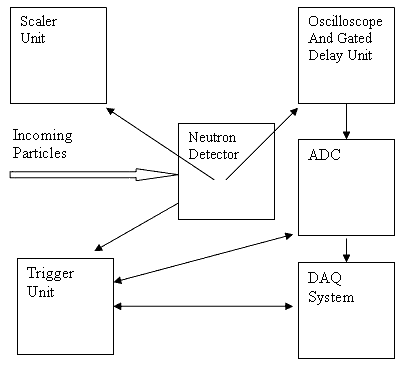
Meetopstelling: ADC = analoog-digitaalomzetter, DAQ = data-acquisitie

Een neutrondetector is een meettoestel om neutronen waar te nemen. Omdat een neutron elektrisch neutraal is, moet dit indirect gebeuren. Neutrondetectoren vinden toepassing in kernenergiecentrales, medische toepassingen en onderzoek.

## Meetprincipes
Er vallen drie grote principes te onderscheiden: neutronenvangst, neutronenactivering en proton-recoil.

### Neutronenvangst
Neutronenvangst is geschikt voor neutronen met lage energie.
Het neutron (n) wordt gevangen bijvoorbeeld door helium-3, lithium-6, boor-10 of uranium-235, die dan zelf een gemakkelijk te meten geladen deeltje of een foton uitzendt volgens de reacties:
3He + n → 3H + p
6Li + n → 3H + 4He
10B + n → 7Li + 4He
235U + n → X + Y + z n
Bij gebruik van uranium bedraagt de levensduur maar drie jaar, omdat het materiaal opraakt.
Om dit te verhelpen wordt soms een laag uranium-234 met een kleine hoeveelheid uranium-235 benut. Het uranium-234 kweekt dan zelf uranium-235 aan, zodat het meetinstrument tien jaar goed blijft.
De ontstane protonen (p) of alfastraling (helium-4) zijn dan met een ionisatiekamer, proportionele teller of geigerteller te meten.

### Neutronenactivering
Neutronen zijn ook meetbaar door ze via neutronenactivering een kern te doen splijten, waarbij de reactieproducten zelf vervallen met uitzending van gemakkelijk meetbare alfa-, bèta- of gammastraling.
Voorbeelden van geschikte materialen zijn: indium, goud, rodium, ijzer, aluminium, niobium, silicium, die alle een grote werkzame doorsnede vertonen voor neutronen in een nauwe energieband. Door verschillende materialen te combineren is het mogelijk om het energiespectrum van de neutronen te bepalen.

### Proton-recoil
Proton-recoil of elastische verstrooiing is geschikt voor neutronen met energie boven 50 keV.
Het neutron botst op een atoomkern in de detector, draagt daarop energie over en doet een meetbaar ion ontstaan. Het meest geschikt is een licht element zoals waterstof, bijvoorbeeld in water of kunststof. Voorbeelden van geschikte kunststof zijn stilbeen en elpasoliet.

## Types
Op grond van die principes zijn verschillende types neutrondetectoren ontworpen: proportionele gasdetectoren met helium-3, boortrifluoride of vast boor-10 en detectoren op basis van scintillatie in gas, vloeistof of vaste stof.

### Proportionele gasdetectoren
Proportionele tellers kunnen aangepast worden om neutronen te detecteren. Hierbij wordt een nuclide toegevoegd met een grote werkzame doorsnede voor neutronen, zoals helium-3, lithium-6, boor-10 of uranium-235. Omdat die nucliden vooral reageren met een thermische neutronen wordt meestal een moderator toegevoegd om de neutronen te vertragen.

#### Met helium-3-gas gevulde proportionele detectoren
Helium-3 is een effectieve neutronendetector volgens
3He + n → 3H + p
De detector is ongevoelig voor gammastraling.
Als nadeel geldt, dat helium-3 duur is.
Helium-3 ontstaat bij verval van tritium met 12,3 jaar halveringstijd. Tritium ontstaat in kernreactoren en in kernwapenprogramma's.

#### Met boortrifluoridegas gevulde proportionele detectoren
Om boor in gasvorm te brengen wordt het boortrifluoride (BF3) benut verrijkt van natuurlijk 20% naar 96% boor-10. Als nadeel geldt, dat boortrifluoride giftig is.

#### Met vast boor beklede detectoren
Een alternatief zijn detectoren waarvan de wand met vast boor-10 is bekleed. Als nadeel geldt, dat de helft van de neutronen verloren gaat naar buiten.

### Scintillatiedetectoren
Detectoren op basis van scintillatie bestaan op basis van heliumgas, als organische vloeistoffen, kristallen, kunststoffen en glas, in het bijzonder glasvezel. Er bestaan ook detectoren op basis van halfgeleiders.

#### Glasvezeldetectoren
Scintillatie in glas gedopeerd met lithium-6 werd in 1957 vermeld in de wetenschappelijke literatuur. Scintillatie in een glasvezel werd beschreven in 1987. Rond 1990 boekte Pacific Northwest National Laboratory vooruitgang, maar hun onderzoek bleef geheim. In 1994 werd de geheimhouding opgeheven en Oxford Instruments nam in 1997 een licentie. In 1999 nam Nucsafe het product over.
De glasvezel scintilleert doordat er lithium-6 en driewaardig cerium (Ce3+) in het glas zit. Lithium-6 vertoont een grote werkzame doorsnede voor thermische neutronen volgens de reactie:
6Li + n → 3H + 4He
Het tritium en de alfastraling geven energie af aan het glas en zo aan hetcerium, dat daarbij fotonen van 390 – 600 nm uitzendt als het terugvalt naar de grondtoestand. Elk neutron veroorzaakt duizenden fotonen. De glasvezel geleidt het licht naar een fotomultiplicator. De fotomultiplicator reageert ook op gammastraling, maar onderscheid is mogelijk op basis van de pulshoogte. De eerste glasvezels gaven al valse neutronen aan bij 0,2 µGy/h gammastraling, maar nu kunnen ze werken in 0,2 mGy/h opgewekt door kobalt-60.
De glasvezeldetectoren zijn gevoelig, robuust en reageren in 60 ns en zijn verkrijgbaar in elke vorm en grootte.
Ze gebruiken geen zeldzaam materiaal zoals helium-3 en zijn niet toxisch of gevaarlijk.
De werkzame doorsnede voor neutronen van lithium-6 bedraagt maar 940 barn tegenover 5330 barn voor helium-3.
Toch zijn glasdetectoren minstens even gevoelig als met helium-3 gas gevulde detectoren omdat er 50 keer meer neutronenvangers in het glas zitten dan in het gas onder druk.

#### LiCaAlF6
Lithiumcalciumaluminiumhexafluoride LiCaAlF6 is een vast kristal dat neutronen detecteert. Om scintillatie te bekomen wordt het gedopeerd met cesium of europium. en eventueel natrium.
Met europium gedopeerd LiCaAlF6 heeft een lange vervaltijd, wat het ongeschikt maakt voor intense straling. Met cesium gedopeerd LiCaAlF6 heeft een kortere vervaltijd, maar is minder geschikt voor zwakke straling doordat de lichtopbrengst kleiner is.
LiCaAlF6 veroorzaakt 30 000 fotonen per neutron, vijf keer meer dan glasvezel.
LiCaAlF6 is een lichte en kleine detector, ook geschikt als meetinstrument in luchtballons.

### Activeringsdetectoren
Om het energiespectrum van de neutronen te meten is het mogelijk om stoffen met verschillende activeringsenergie in de neutronenstraling te plaatsen.
56Fe + n → 56Mn + p
27Al + n → 24Na + 4He
93Nb + n → 92mNb + 2n
28Si + n → 28Al + p

## Snelle neutronen
Snelle neutronen kunnen gedetecteerd worden door ze eerst met een moderator te vertragen tot thermische neutronen, maar daarbij gaat informatie verloren over de energie, de richting en het tijdstip.
Voor sommige toepassingen is net die informatie van belang.
Detectoren voor snelle neutronen bestaan als vloeistof scintillatie, gasdetectoren met helium-4 en kunststof detectoren met proton recoil. Dit werkt van 1 tot 300 MeV.